# Pirortyx major
Pirortyx major — викопний вид куроподібних птахів вимерлої родини Paraortygidae, що існував на початку олігоцену (34-29 млн років тому) в Європі. Скам'янілості знайдені на півдні Франції у 1939 році та у  Німеччині поблизу міста Лейпциг у 1990 році.